# Foz-Calanda
Foz-Calanda és un municipi de l'Aragó situat a la província de Terol i la comarca del Baix Aragó (Espanya). El 2023 tenia 282 habitants.